# 마로바자집박쥐
마로바자집박쥐(Scotophilus marovaza)는 애기박쥐과에 속하는 박쥐의 일종이다. 마다가스카르섬의 토착종이다.

## 특징
몸길이는 100~113mm, 전완장은 41~45mm이다. 꼬리 길이는 38~45mm이고 발 길이는 7~7.2mm, 귀 크기는 13~15mm이다. 몸무게는 최대 15.5g이다.